# Крюково (Полтавский район)
Крюково (укр. Крюкове) — село,
Новоселовский сельский совет,
Полтавский район,
Полтавская область,
Украина.
Код КОАТУУ — 5324084008. Население по переписи 2001 года составляло 189 человек.

## Географическое положение
Село Крюково находится между реками Свинковка и Коломак (3 км),
примыкает к селу Божковское.
Рядом проходит железная дорога, станция Пригородная в 0,5 км.

## Экономика
- Свинотоварная ферма.